# Aldous Huxley
Aldous Leonard Huxley (Godalming, Anglaterra, 26 de juliol de 1894 – Los Angeles, EUA, 22 de novembre de 1963) fou un escriptor anglès. Una de les seves obres de major renom fou i és Brave New World (Un món feliç).

## Biografia
Membre d'una reconeguda família d'intel·lectuals, Huxley va estudiar literatura anglesa al Balliol College d'Oxford. Conegut per les seves novel·les i el seu gran ventall d'assajos, va publicar també relats curts, poesia, llibres de viatge i històries per a pel·lícules i guions. Mitjançant les seves novel·les i assajos, va exercir com a crític dels rols socials, les normes i els ideals. Es va interessar, també, en temes espirituals, com la parapsicologia, la filosofia mística i les drogues, sobre les quals va escriure diversos llibres. Al final de la seva vida, Huxley era considerat un líder del pensament modern.
Aldous Huxley va mantindre, a la meitat del segle xx, un contacte important amb els famosos científics Irvine Page, bioquímic reconegut, i Humphrey Osmont, precursor dels estudis sobre esquizofrènia. Amb els dos va provar diferents quantitats de preparats de drogues, en concret, mescalina dissolta en aigua. Açò li canviaria la vida, i el va portar a escriure obres vàries, entre d'altres, l'assaig Les portes de la percepció.
Llibres com The Art of Seeing, en què relata la història de com, amb esforç i seguint tècniques de reeducació visual, va ser capaç de recuperar-se quasi completament de la seua ceguera, ens expliquen com les seues obres estan molt relacionades amb les experiències viscudes al llarg de la seua vida.

## Vida personal
Huxley es va casar el 10 de juliol de 1919 amb Maria Nys (10 de setembre de 1899 - 12 de febrer de 1955), una epidemiòloga belga de Bellem, un poble prop d'Aalter, que va conèixer a Garsington, Oxfordshire, el 1919. Van tenir un fill, Matthew Huxley (19 d'abril de 1920 - 10 de febrer de 2005), que va tenir una carrera com a autor, antropòleg i epidemiòleg destacat. El 1955, Maria Huxley va morir de càncer.
El 1956, Huxley es va casar amb Laura Archera (1911–2007), també autora, així com violinista i psicoterapeuta. Va escriure This Timeless Moment, una biografia de Huxley. Va explicar la història del seu matrimoni a través del documental de Mary Ann Braubach del 2010, Huxley on Huxley.
A Huxley se li va diagnosticar càncer de laringe l'any 1960; en els anys següents, amb el deteriorament de la seva salut, va escriure la novel·la utòpica Illa, i va donar conferències sobre Potencialitats humanes tant al Centre Mèdic de la UCSF com a l’Institut Esalen. Aquestes conferències van ser fonamentals per a l'inici del Moviment del Potencial Humà.
Huxley era un amic íntim de Jiddu Krishnamurti i Rosalind Rajagopal, i va participar en la creació de l'escola Happy Valley, ara Besant Hill School, de Happy Valley, a Ojai, Califòrnia.
La col·lecció més important dels pocs papers restants de Huxley, després de la destrucció de la majoria en l’incendi de Bel Air de 1961, es troba a la Biblioteca de la Universitat de Califòrnia, Los Angeles. Alguns també es troben a les biblioteques de la Universitat Stanford.
El 9 d'abril de 1962 Huxley va ser informat que va ser elegit Company of Literature per la Royal Society of Literature, l'organització literària principal a Gran Bretanya, i va acceptar el títol per carta el 28 d'abril de 1962. La correspondència entre Huxley i la societat es conserva a la Biblioteca de la Universitat de Cambridge. La societat va convidar Huxley a presentar-se en un banquet i donar una conferència a Somerset House, Londres, el juny de 1963. Huxley va escriure un esborrany del discurs que pretenia pronunciar a la societat; tanmateix, la seva salut deteriorada va fer que no pogués anar.

## Mort
L'any 1960, a Huxley se li va diagnosticar càncer oral i durant els tres anys següents la seva salut va disminuir constantment. El 4 de novembre de 1963, menys de tres setmanes abans de la mort d'Huxley, l'autor Christopher Isherwood, un amic de 25 anys, va visitar l'Hospital Cedars Sinai i va escriure les seves impressions:
| « | Vaig sortir amb la imatge d'un gran vaixell noble que s'enfonsa tranquil·lament a les profunditats; molts dels seus delicats mecanismes meravellosos encara en perfecte ordre, totes les seves llums encara brillen. | » |

A casa, al seu llit de mort, sense poder parlar a causa del càncer que havia fet metàstasi, Huxley va demanar per escrit a la seva dona Laura 100 μg, d'Injecció intramuscular d'LSD. Segons el relat de la seva mort a This Timeless Moment, la va obligar amb una injecció a les 11:20 i una segona dosi una hora més tard; Huxley va morir als 69 anys, a les 5:20 de la tarda el 22 de novembre de 1963.
La cobertura mediàtica de la mort d'Huxley, juntament amb la del seu també autor britànic CS Lewis, va ser eclipsada per l’assassinat de John F. Kennedy el mateix dia, menys de set hores abans de la mort d'Huxley. En un article de 2009 per a la revista New York Magazine titulat The Eclipsed Celebrity Death Club, Christopher Bonanos va escriure:
| « | El trofeu del campionat per a la mort mal cronometrada, però, va per a un parell d'escriptors britànics. Aldous Huxley, l'autor de Brave New World, va morir el mateix dia que C. S. Lewis, que va escriure la sèrie Cròniques de Narnia. Malauradament per als dos llegats, aquell dia va ser el 22 de novembre de 1963, just quan la caravana de John Kennedy va passar pel Texas School Book Depository. Huxley, almenys, ho va fer interessant: a petició seva, la seva dona el va disparar amb LSD un parell d'hores abans del final i va sortir d'aquest món. | » |

Aquesta coincidència va servir de base per al llibre de Peter Kreeft Entre el Cel i l'Infern: Un diàleg en algun lloc més enllà de la mort amb John F. Kennedy, C. S. Lewis, & Alful Huxley, que imagina una conversa entre els tres homes que tenen lloc en el purgatori després de les seves morts.
El servei commemoratiu de Huxley va tenir lloc a Londres el desembre de 1963; va ser dirigit pel seu germà gran Julian. El 27 d'octubre de 1971, les seves cendres van ser enterrades a la tomba familiar al cementiri de Watts, seu de la capella mortuoria de Watts a Compton, Guildford, Surrey, Anglaterra.
Huxley havia estat molt amic del compositor rus Ígor Stravinski, que va dedicar la seva darrera composició orquestral a Huxley. El que seria variations: Aldous Huxley in memoriam es va iniciar el juliol de 1963, es va completar l'octubre de 1964 i es va estrenar per l'Orquestra Simfònica de Chicago el 17 d'abril de 1965.

## Obra
Novel·les
- Crome Yellow (1921)
- Antic Hay (1923)
- Those Barren Leaves (1925)

Arbre genealògic de la família Huxley.

- Point Counter Point (1928) (Contrapunt, trad. de M. Teresa Vernet; Barcelona: Edicions 62, 1988)
- Un món feliç (Brave New World) (1932)
- Eyeless in Gaza (1936)
- After Many a Summer Dies the Swan (1939)
- Time Must Have a Stop (1944)
- Ape and Essence (1948)
- The Genius and the Goddess (1955)
- Island (1962) (Illa, trad. de Ramon Folch i Camarasa; Barcelona: Proa, 1960)

Relats curts
- Limbo (1920)
- Mortal Coils (1922)
- Little Mexican (U.S. - Young Archimedes) (1924) (El petit Arquímedes, trad. d'A. Farreras; Barcelona: La Rosa dels Vents, 1937)
- Two or Three Graces (1926) (Dues o tres gràcies, trad. de Ma. Teresa Vernet; Badalona: Proa, 1934, 1966)
- Brief Candles (1930)
- Jacob's Hands: A Fable (finals de la dècada de 1930, redescovert el 1997) coescrit amb Christopher Isherwood
- Collected Short Stories (1957)

Poesia
- The Burning Wheel (1916)
- Jonah (1917)
- The Defeat of Youth (1918)
- Leda (1920)
- Arabia Infelix (1929)
- The Cicadas (1931)
- First Philosopher's Song

Quaderns de viatge
- Along The Road (1925) (Carretera enllà, trad. de Rafael Tasis, edició a cura de Dolors Udina; Martorell; Adesiara, 2014)
- Jesting Pilate (1926), l'autor relata les seues experiències viatgeres per sis països i n'ofereix les seues observacions sobre les persones, cultures i costums.
- Two or Three Graces (Dues o Tres Gràcies) d'Aldous Huxley, traducció catalana publicada a Badalona l'any 1934Beyond the Mexique Bay (1934)

Drames

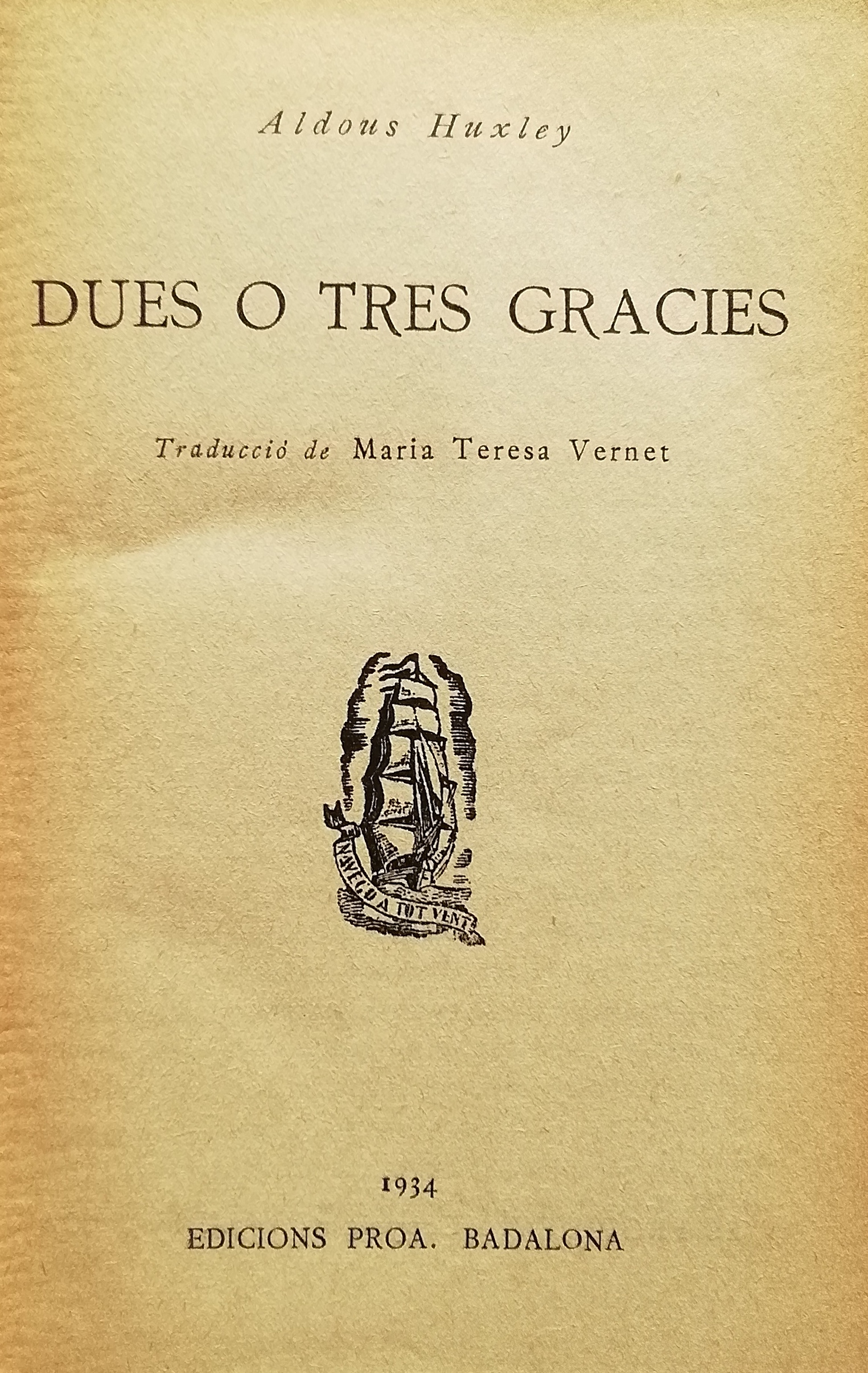
Two or Three Graces (Dues o Tres Gràcies) d'Aldous Huxley, traducció catalana publicada a Badalona l'any 1934

- Now More Than Ever (University of Texas, Austin, 1997)
- The Ambassador of Captripedia (1967)
- The Genius and the Goddess (versió teatral, coescrita amb Betty Wendel, 1958)
- Mortal Coils - A Play (versió teatral de The Gioconda Smile, 1948) (El somriure de la Gioconda, trad. de Ramon Tasis; Barcelona: La Rosa dels Vents, 1937)
- The World of Light (1931)
- The Discovery (adaptat de Francis Sheridan, 1924)

Col·leccions d'assajos.
- On the Margin (1923)
- Along the Road (1925)
- Essays New and Old (1926)
- Proper Studies (1927)
- Do What You Will (1929)
- Vulgarity in Literature (1930)
- Music at Night (1931)
- Texts and Pretexts (1932)
- The Olive Tree (1936)
- Words and their Meanings (1940)
- The Art of Seeing (1942)
- The Perennial Philosophy (1945)
- Science, Liberty and Peace (1946)
- Themes and Variations (1950)
- Tomorrow and Tomorrow and Tomorrow (1952)
- The Doors of Perception (1954)
- Heaven and Hell (1956)
- Adonis and the Alphabet (1956)
- Collected Essays (1958)
- Brave New World Revisited (1958)
- Literature and Science (1963)

Articles escrits per a Vedanta and the West (una publicació de la “Vedanta Society of Southern California” des del 1938 fins al 1970)
- Distractions (1941)
- Distractions II (1941)
- Action and Contemplation (1941)
- An Appreciation (1941)
- The Yellow Mustard (1941)
- Lines (1941)
- Some Replections of the Lord's Prayer (1941)
- Reflections of the Lord's Prayer (1942)
- Reflections of the Lord's Prayer II (1942)
- Words and Reality (1942)
- Readings in Mysticism (1942)
- Man and Reality (1942)
- The Magical and the Spiritual (1942)
- Religion and Time (1943)
- Idolatry (1943)
- Religion and Temperment (1943)
- A Note on the Bhagavatam (1943)
- Seven Meditations (1943)
- On a Sentence From Shakespeare (1944)
- The Minimum Working Hypothesis (1944)
- From a Notebook (1944)
- The Philosophy of the Saints (1944)
- That Art Thou (1945)
- That Art Thou II (1945)
- The Nature of the Ground (1945)
- The Nature of the Ground II (1945)
- God In the World (1945)
- Origins and Consequences of Some Contemporary Thought-Patterns (1946)
- The Sixth Patriarch (1946)
- Some Reflections on Time (1946)
- Reflections on Progress (1947)
- Further Reflections on Progress (1947)
- William Law (1947)
- Notes on Zen (1947)
- Give Us This Day Our Daily Bread (1948)
- A Note on Gandhi (1948)
- Art and Religion (1949)
- Foreword to an Essay on the Indian Philosophy of Peace (1950)
- A Note on Enlightenment (1952)
- Substitutes for Liberation (1952)
- The Desert (1954)
- A Note on Patanjali (1954)
- Who Are We? (1955)
- Foreword to the Supreme Doctrine (1956)
- Knowledge and Understanding (1956)
- The Inanimate is Alive (1957)
- Symbol and Immediate Experience (1960)

Filosofia.
- Ends and Means (1937)
- The Perennial Philosophy (1944) (ISBN 0-06-057058-X) (La filosofia perenne: una interpretació dels grans místics d'Orient i Occident, trad. d'Ares Gratal i Martínez; Lleida: Pagès, 2008)

- The Devils of Loudun (1953) (ISBN 0-7867-0368-7) (Els dimonis de Loudun, trad. de Dolors Udina; Martorell: Adesiara, 2017)
- Grey Eminence (1941) (ISBN 0-7011-0802-9)
- Selected Letters (2007) (ISBN 1-56663-629-9)

Literatura infantil.
- The Crows of Pearblossom (1967)
- The Travails and Tribulations of Geoffrey Peacock (1967)

Col·leccions
- Texts and Pretexts (1933)
- Collected Short Stories (1957)
- Collected Essays (1958)
- Moksha: Writings on Psychedelics and the Visionary Experience (1977)
- The Human Situation: Lectures at Santa Barbara, 1959 (1977)